# Pelopeia (Mykene)
Pelopeia (altgriechisch Πελόπεια Pelópeia) ist in der griechischen Mythologie eine Tochter des Thyestes und zweite Gemahlin des Atreus von Mykene sowie Mutter des Aigisthos. Sie ist eine Enkelin des Pelops und Priesterin der Athene. 
Thyestes hatte mit Atreus um den Thron von Mykene gekämpft, aber auch eine Affäre mit Atreus’ Frau Aërope. Atreus erfuhr von Thyestes’ und Aëropes Ehebruch, er tötete Thyestes’ Söhne, kochte sie, bewahrte Hände und Füße auf, und gab Thyestes seine eigenen Söhne zu essen und verspottete ihn dann mit deren Gliedmaßen. Nur Pelopeia wurde verschont und von Atreus zur zweiten Frau genommen.
Thyestes befragt ein Orakel, wie er sich rächen könne, und bekommt geweissagt, dass er ein inzestuöses Kind mit seiner Tochter zeugen müsse, um sich zu rächen. So wird Pelopeia von ihrem Vater heimlich vergewaltigt, als sie ihren Aufgaben als Priesterin nachkommt. Das Schwert, das Thyestes dabei zurücklässt, wird später der Gegenstand des Erkennens und die Waffe, mit der Pelopeia sich selbst tötet. Aus dieser Vergewaltigung entsteht Aigisthos. Das Kind wird nach seiner Geburt sofort von Pelopeia ausgesetzt, aber von Hirten gefunden und von einer Ziege gesäugt. Später wird es dann von seinem Onkel Atreus von Mykene, dem Gatten seiner Mutter aufgezogen. Als dieser ihn jedoch beauftragt, Thyestes zu töten, erkennt das Opfer seinen Sohn an seinem eigenen Schwert. Jetzt aber erkennt auch Pelopeia in ihrem Vater den Vater ihres Sohnes und tötet sich selbst. Aigisthos erschlägt nun seinen Onkel Atreus und er und Thyestes regieren daraufhin Mykene gemeinsam.